# Ключ 206
Ключ 206 (трад. и упр. 鼎) — ключ Канси со значением «тренога»; один из четырёх, состоящих из тринадцати штрихов.
В словаре Канси всего 14 символов (из 49 030), которые можно найти c этим радикалом.

## История
Древняя идеограмма изображала сосуд специфической формы с двумя ушками. Выделение этого вида сосуда в отдельный иероглиф связано с его предназначением кроме приготовления пищи: жертвоприношений и казни через сварение.
В современном языке иероглиф имеет также значения: «треножники-регалии императорской власти, опора престола, высшие сановники, ответственный пост» и др.
В качестве ключевого знака иероглиф используется редко.

Вид в Цзягувэнь
Вид в Цзиньвэнь
Вид в большой печати Чжуаньшу
Вид в малой печати Чжуаньшу

В словарях находится под номером 206.

## Значение
1. Любые виды треножников.
2. Церемониальная утварь. Емкость для приготовления пищи и подношения, в основном из бронзы, в форма штатива, в основном круглая, с двумя ручками, тремя ногами и четвероногим штативом.
3. Треножники-регалии императорской власти.
4. Опора престола, трона.
5. Высшие сановники, ответственный пост.
6. Огромный, великий, выдающийся.
7. Одно из имён и одна из фамилий в китае.
8. Одна из шестидесяти четырёх гексаграмм (кит. 六十四卦, пиньинь liùshísìguà).

## Варианты прочтения
- кит. 鼎, пиньинь dǐng, дин.
- яп. 鼎, かなえ, kanae, канаэ;
- яп. テイ, tei, тэи;
- кор. 솥 sot, сот?, 정 jeong, чон?.

## Варианты написания
| Словарь Канси | Япония |
| ------------- | ------ |
| 鼎            | 鼎     |

- Примечание: Ваш браузер может отображать иероглифы неправильно.

## Примеры иероглифов
| Доп. штрихи | Иероглифы |
| ----------- | --------- |
| 0           | 鼎        |
| 2           | 鼏 鼐 鼑  |
| 3           | 鼒 䵺 𪔆  |
| 11          | 䵻 䵼     |

- Примечание: Ваш браузер может отображать иероглифы неправильно.